# El Edén (Palenque)
El Edén es una localidad del estado mexicano de Chiapas. Es parte del municipio de Palenque.

## Demografía
| Gráfica de evolución demográfica |
|                                  |

| Censo | Población |
| ----- | --------- |
| 1970  | 138       |
| 1980  | 332       |
| 1990  | 449       |
| 2000  | 597       |
| 2010  | 764       |
| 2020  | 1 467     |